# Vor Frue Kirke, Odense
Vor Frue Kirke är en kyrka i centrala Odense  i Fyns stift på Fyn i Danmark – någon kilometer öster om rådhuset och domkyrkan Sankt Knuds Kirke. Kyrkan är Odenses äldsta och byggdes 1184. Kyrkan var också domkyrka för biskopen i Odense, innan Sankt Knuds Kirke byggdes i staden, och invigdes 1499. 
Kyrkan är i dag församlingskyrka i Vor Frue församling i Odense (danska: Vor Frue Sogn). I församlingen bodde år 2004 6 094 medlemmar i församlingen (medlemmar av den danska folkkyrkan), medan det totala invånarantalet i församlingen var 7 264 personer.
I Vor Frue Sogn finns bebyggelsen (orten), stadsdelen och egendomen Sankt Jørgensmark som ett av myndigheterna auktoriserat ortnamn.